# کامنیتسه (ناحیه پراگ-شرق)
کامنیتسه (به چکی: Kamenice) یک منطقهٔ مسکونی در جمهوری چک است که در ناحیه پراگ-شرق واقع شده‌است. کامنیتسه ۱۷٫۳۶ کیلومتر مربع مساحت و ۳٬۹۹۶ نفر جمعیت دارد و ۳۶۸ متر بالاتر از سطح دریا واقع شده‌است.